# موز أحمر

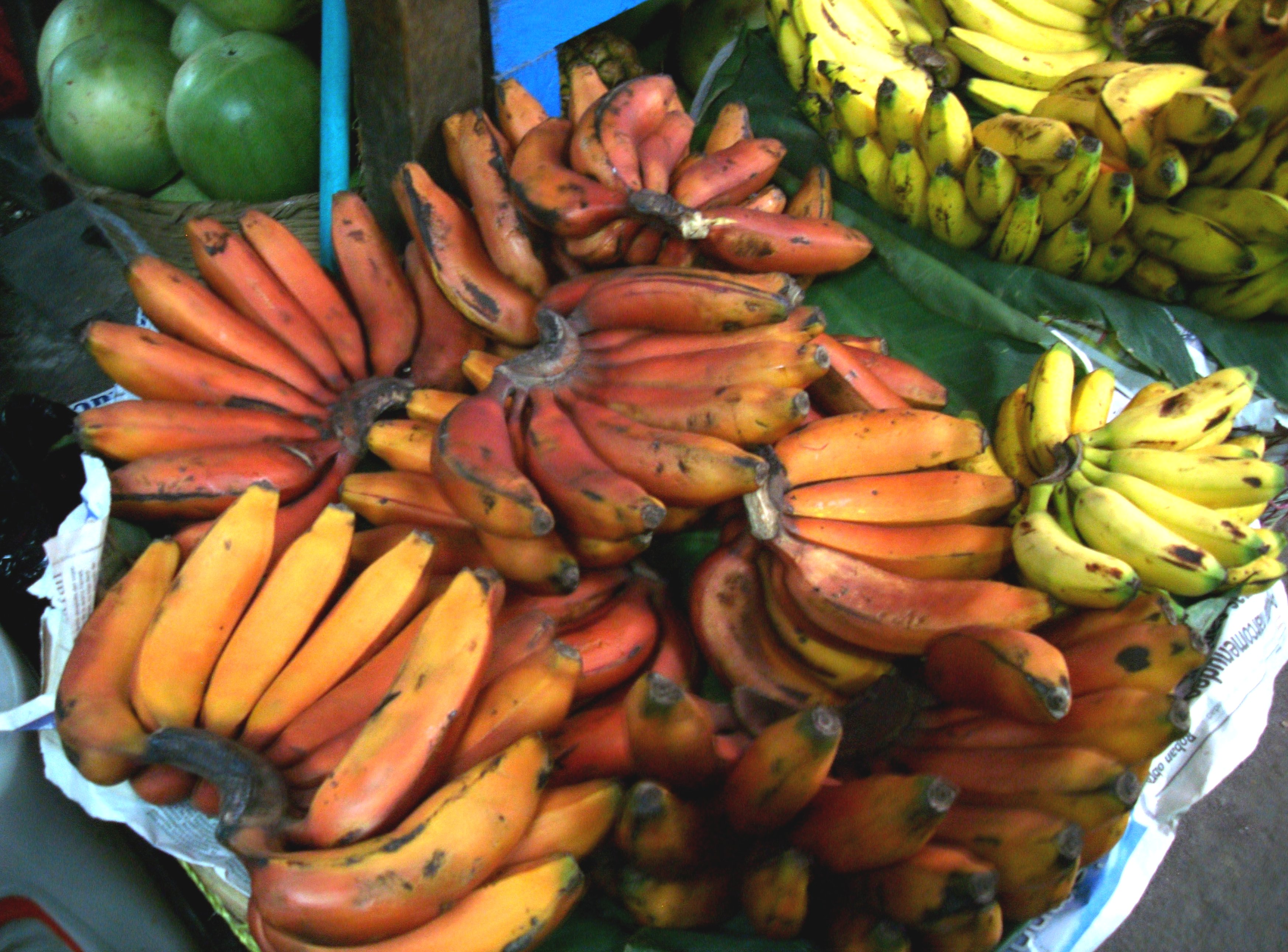
Red bananas at the market in غواتيمالا

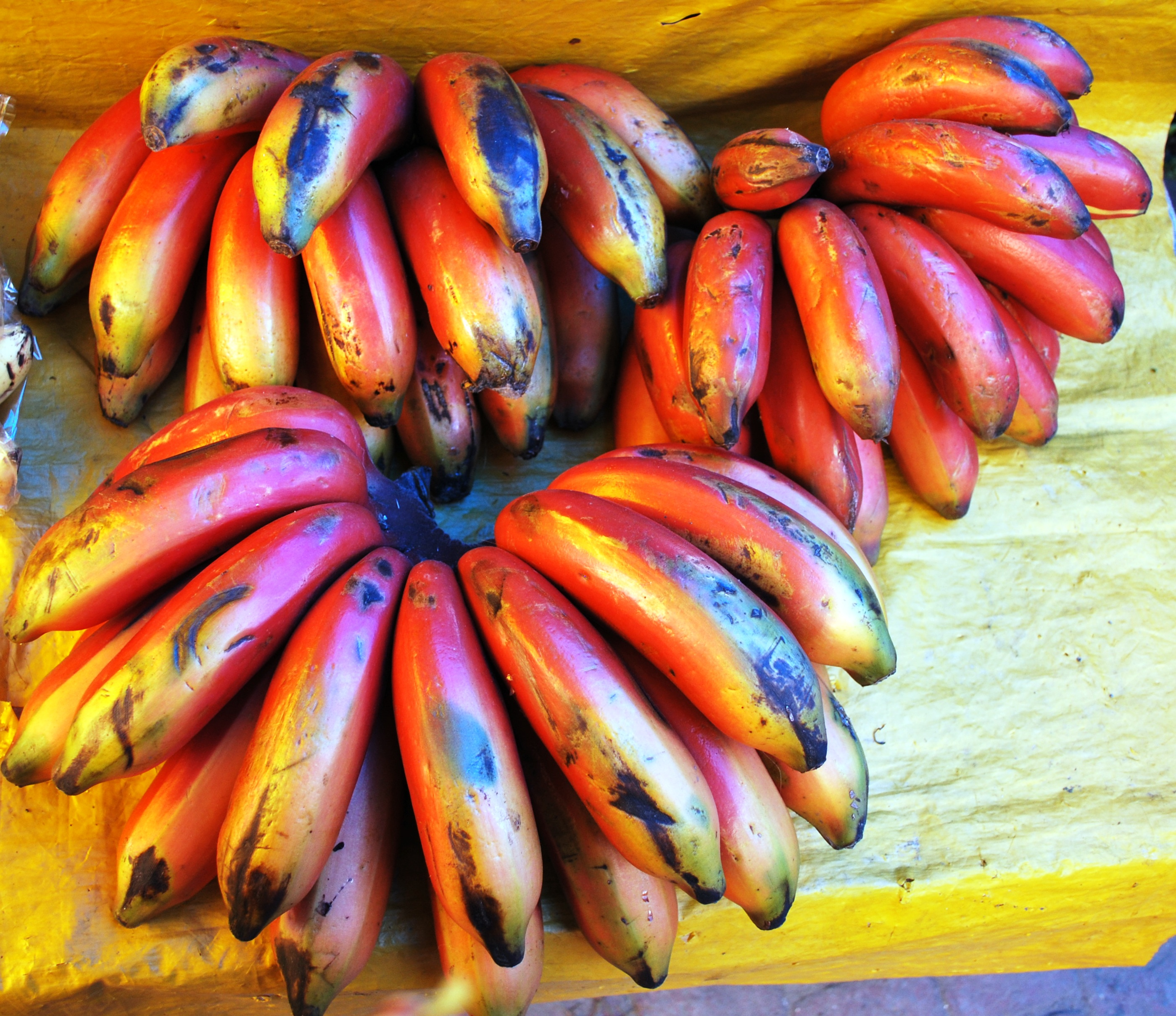
Red bananas from Metepec، المكسيك

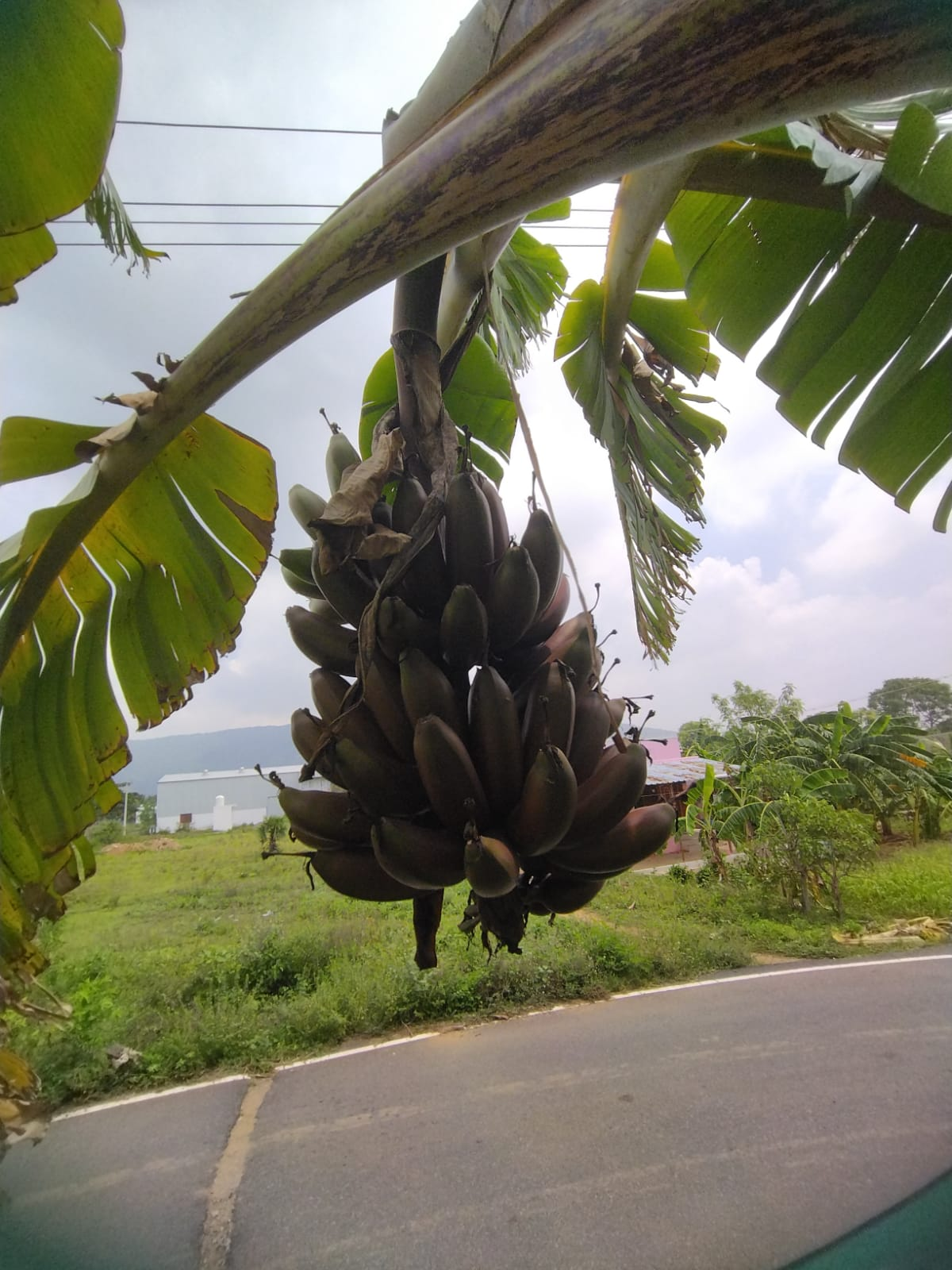
فاكهة الموز الأحمر

الموز الأحمر وهو أحد أنواع الموز المحدودة الانتشار ذو طعم لذيذ قريب من خليط الموز مع التوت كثيف اللب وثمره واحدة منه تكفي عن 3 من الموز الأصفر وتحتوي الموزة متوسطة الحجم على 400 ملغ من البوتاسيوم.
الموز الأحمر غني أيضا بفيتامين سي. فحبة واحدة من الموز الأحمر تغطي 15٪ من حاجة الجسم لهذا الفيتامين كما أنه غني بالألياف الغذائية التي تقلل خطر الإصابة بأمراض القلب وداء السكري من النوع الثاني.
يزرع هذا النوع من الموز في المناطق الاستوائية وشبه الاستوائية وعادة ما يستغرق حوالي 9 أشهر حتى يصل لمرحلة النضوج ومن أشهر الدول التي يزرع فيها كوستاريكا والمكسيك وبعض الدول الإفريقي مثل تنزانيا وزنجبار.

## وصلات خارجية
- جمعية الموز العالمية
- تجارة الموز
- استخدام الهندسة الوراثية في تحسين المحصول